# François Trinh-Duc
François Trinh-Duc(Montpellier, na França, 11 de novembro de 1986) rugby union. Atua como fly half (meia de abertura) na seleção francesa de rugby union e no Montpellier Hérault Sport Club. Representando o clube desde as categorias de base, hoje é um ídolo e peça muito importante no clube e na seleção que representou a França na Copa do Mundo de Rugby de 2011, na Nova Zelândia.

## Carreira

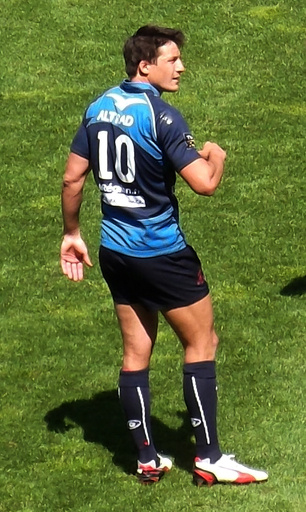
François Trinh Duc.

Jogou sua primeira partida com a equipe principal do Montpellier em 2005 contra o Biarritz Olympique. Na seleção, foi convocado pela primeira vez em 3 de fevereiro de 2008, para a partida contra a Escócia. Foi se firmando na seleção, sendo convocado para o Seis Nações 2010, onde foi campeão com direito a Grand Slam. Individualmente, ele recebeu duas vezes o troféu Talento de Ouro, por suas grandes atuações contra Samoa, em 21 de novembro de 2009, quando venceram por 43-5, e contra a Irlanda, em 13 de fevereiro de 2010, 33-10, pelo Seis Nações. Na Copa do Mundo de Rugby de 2011, na Nova Zelândia, foi vice-campeão com a seleção francesa. Começou como titular na ocasião, mas a partir da partida contra os All Blacks foi substituído por Dimitri Yachvili. Teve participações importantes ainda, como na final, quando Morgan Parra se machucou. Teve boa participação na final, apesar de ter errado um drop goal e uma penalidade de longa distância.